# 国司憲一郎
国司 憲一郎（くにし けんいちろう、1972年〈昭和47年〉1月12日 - ）は、RSK山陽放送（RSK）のアナウンサー。愛称は国司くん（VOICE21時代より）ないしは国司さん（イブニングDonDon時代以降）。

## 人物
- 山口県出身の父親と、愛媛県出身の元看護師の母親が、それぞれ大阪勤務時に知り合い、憲一郎が生まれた。
- 一人っ子である。
- 高校時代は男子高に通っていた。また、母親は看護師を辞めた後、女子校の事務員をしていた時期があったという（2020年5月23日放送、RSKラジオ『国司と武田の土曜番長』より）。
- その後家族で名古屋市へ移住。憲一郎は浪人時代に河合塾の千種区本社の校舎へ通っていた。
- 明治大学卒業後、1995年RSKに入社。アナウンス部に配属（同期に伊藤奈美、花村恭子、渡邊ありさ(旧姓：笹岡)）。
- 1997年から2000年まで『VOICE21』2代目レポーターとなり地域における知名度を上げた。
  - 当時より『VOICE21』ではグルメ情報に比重が置かれるようになっていたため、食レポの仕事が増えた。が、同時に担当後期になると体重・体格も増加して視聴者からは国司の成人病を心配する声も上げられるようになった。番組内では「ディレクター（あるいは当時のアナウンス部長）が奥さんに涙とともに直訴された」という名目の下で、スポーツクラブ巡りなどを主軸とする国司のダイエット企画も幾度か組まれた。
  - 2006年の報道部への異動に関して、上述の「奥さんの直訴」ネタと絡めて語られる事があった。
- 2009年現在、実家は父の故郷である山口県に構えている。
- 大学とRSKアナウンスの先輩にあたる浜家輝雄からは、これまで3度番組枠を受け継いでいる(『VOICE21』、『国司憲一郎の元気一番!』(前身は『ハマイエてれび回覧板』)。『リンだとRiN太の土曜番長』(前身は『はまいえサタデー〜白雲悠々〜』)）。
- カラオケが上手い。
- 公休日に『あもーれマッタリーノ』宛に一般リスナーに紛れ込んで、国司(くにつかさ)というラジオネームでメールを送ることがあり、奥富亮子により紹介される。
- 大の読売ジャイアンツファン。
- 2021年現在入社年が石田好伸、奥富に次いで3番目に入社が早かった事もあってか、RSKの番組内では「○○アナウンサー」或いは「○○さん」とは呼ばずに「○○」と呼び捨てで後輩のアナウンサーを紹介する事が多い。

## 現在の担当・出演番組

### テレビ
- ちゃんねるロック（月-木曜 2021年4月-）
- SUNDAYスマイルGOLF（ナレーション 宮武将吾が担当した2022年4月24日放送分を除く）

### ラジオ
- 国司と新田の土曜番長（2019年4月6日-）
- RSK主催のスポーツ大会全般（不定期で実況）

## 過去の担当・出演番組

### テレビ
RSK
- VOICE21（1997年4月-2000年3月）
- 国司憲一郎の元気一番!（2000年4月-2003年3月）
- RSKイブニングニュース（土曜 1990年代の一時期。月・火曜 2006年4月-2007年3月、月-水曜 2010年4月-2011年3月）
- イブニングDonDonさぬき（2007年4月-2010年3月）
- RSKイブニング5時（2011年4月3日-2013年9月、2015年10月-2018年3月）
- 国司憲一郎のリンだRiNだ（2013年10月9日-2015年9月30日）
- RSK4時なま（月-水曜 2018年4月-2019年3月）
- ごじまる（月-木曜 2019年4月-2019年6月、水曜以外の平日 2019年7月-2019年9月）

その他
- 西日本横断生放送スペシャル どうにもとまらない2013（山陽放送代表リポーター 2013年1月1日。毎日放送・中国放送・RKB毎日放送との共同制作）
- ちちんぷいぷい木曜日「昔の人は偉かった」（2013年1月31日。毎日放送）
  - 2013年1月21日（月曜）の早朝に『RSKイブニング5時』の「夜だけど朝ですよ!」（早朝取材コーナー）で岡山市内を移動中、「昔の人は偉かった」のロケで歩いていた河田直也（毎日放送アナウンサー）・くっすん（U.K.、楠雄二朗）と遭遇。河田・くっすんは、この時に国司から「逆取材」を受けた縁で、当日のロケ終了後に『RSKイブニング5時』へ飛び入りで出演。

### ラジオ
RSK
- RSKスポーツジョッキー（火曜 1996年上半期）RSKエキサイトナイター終了後の放送。
- どきどき!ラジオタウン（木曜）
- おはようネットワーク（月-木曜 2003年4月-2005年3月）
- 国司憲一郎のラジオ直球どまん中!（2005年4月4日-2006年3月31日）
- 中四国ライブネット
  - 「岡山発 中四国びっくり!お国自慢合戦」（2006年1月21日）
  - 「岡山発 中四国温泉・観光自慢!あなたは何処に行きたいですか」（2006年3月18日）
  - 「岡山発 まるごと!!おかやまマラソン2018」（2018年10月7日）
- リンだとRiN太の土曜番長（2015年4月4日-2019年3月30日）
- 朝耳らじお55（月曜 2019年10月-2021年3月27日）
- あもーれ!マッタリーノ（木曜 2017年4月6日-2019年3月、2019年10月-2021年3月25日）

その他
- 爆笑問題の日曜サンデー（列島中継 2015年12月27日。TBSラジオ）
- 荻上チキ・Session-22（電話出演 2018年7月9日。TBSラジオ）
- 飯田浩司のOK! Cozy up!（電話出演 2018年7月10日。ニッポン放送）
- かっとびワイド（電話出演 2018年7月25日。ラジオ福島）
- 平成ラヂオバラエティごぜん様さま（電話出演 2018年8月9日。中国放送）
- 竜香のあぶない8時（電話出演 2018年12月17日。北陸放送）
- となりのラジオ（電話出演 2019年10月7日。四国放送）
- ONE-J（本仮屋ユイカのパートナー 2025年7月20日・8月31日。TBSラジオ）